# Powiat Złotowski
Der Powiat Złotowski ist ein Powiat (Kreis) in der polnischen Woiwodschaft Großpolen. Der Powiat hat eine Fläche von 1660,9 km², auf der etwa 69.500 Einwohner leben. Die Bevölkerungsdichte des dünn besiedelten Kreises beträgt 42 Einwohner/km² (2019).

## Gemeinden
Der Powiat umfasst acht Gemeinden, davon eine Stadtgemeinde, drei Stadt-und-Land-Gemeinden und vier Landgemeinden.

### Stadtgemeinde
- Złotów (Flatow)

### Stadt-und-Land-Gemeinden
- Jastrowie (Jastrow)
- Krajenka (Krojanke)
- Okonek (Ratzebuhr)

### Landgemeinden
- Lipka (Linde)
- Tarnówka (Tarnowke)
- Zakrzewo (Buschdorf)
- Złotów

## Partnerschaften
Es besteht eine Partnerschaft zum niedersächsischen Landkreis Gifhorn.